# Melby Overdrev
Melby Overdrev der ligger ud til Kattegat lige nord for Liseleje og Asserbo i Halsnæs Kommune, er den største hede på Sjælland. Området, i alt 145 hektar blev fredet 1930
Området har gennem mere end 100 år været skydeterræn for militæret, der her havde Melbylejren, har det været muligt at undgå, at overdrevet er blevet udstykket til sommerhusområde – en skæbne, som har ramt de fleste hede- og overdrevsområder langs Sjællands nordkyst.
I dag har militæret forladt stedet, der nu er under forvaltning af Naturstyrelsen, og dermed er heden tilgængelig for besøgende. Lejrens bygninger blev revet ned i efteråret 2015. Heden er en del af Natura 2000-område nr. 135 Tisvilde Hegn og Melby Overdrev og Nationalpark Kongernes Nordsjælland. 

## Landskabet
Oprindelig har Arresø haft forbindelse med Kattegat og vandet er løbet denne vej ud i havet. Den vestligste del af området er marint forland dannet siden stenalderen (for 7000 år siden). Store dele af fredningen er bevoksede flyvesandsklitter og også skabt efter, at den sidste is smeltede.
Området har ligesom resten af Nordsjællands kyst været plaget af sandflugt. Det marine forland blev dækket af sand, så jorden var meget mager og næringsfattig. Bønderne lod i 1700-tallet deres kvæg græsse herude, hvilket gav den sparsomme vækst sværere betingelser for at slå rod. Til sidst begyndte sandflugten, hvor sand fløj helt til Tibirke Kirke og næsten dækkede den til. Sandflugten blev bekæmpet af Johan Röhl, der fik bygget mange kilometer sandgærde, plantet sandhavre og kørt ler, græstørv og tang ud, så planter kunne spire.
I dag hvor hedebonden er historie, og kvælstofbelastningen er blevet markant, er heden ved at blive overtaget af græs og træer. Heder og overdrev bliver mere og mere sjældne.

## Plantelivet
På Melby Overdrev oplever man den åbne hede med blandt andet hedelyng, revling, klokkelyng, mosebølle og pil. Den krybende hedemelbærris, der minder lidt om tyttebær, har her sit eneste voksested i Danmark uden for Jylland
De små sandlommer mellem lyngbuskene huser talrige laver som rensdyrlav, bagerlav og islandsk kruslav.
Om foråret ses overalt nikkende kobjælde, en sjælden og truet plante, som behøver pleje og beskyttelse for at klare sig. På Melby Overdrev vokser f.eks. bakkegøgelilje, flere arter af gøgeurt, langt over tusind nikkende kobjælder samt den meget sjældne lyng silke.
Det specielle planteliv kombineret med Kattegatkystens tørre klima gør området til et sted, hvor en række insekter og sommerfugle får en mulighed for at trives i områder, hvor de normalt ikke findes. Overdrevet huser derfor en række sjældne insekter og sommerfugle.

## Dyrelivet
Melby Overdrev er også kendt for mange sjældne insekter, bl.a. gråbåndet bredpande, argusblåfugl, markperlemorsommerfugl, lille køllesværmer, pimpinellekøllesværmer og myreløve. Også den meget smukke birkespinder, der flyver allerede i april ses her.
I de nærliggende Tibirke Bakkers hede-/overdrevsområder vokser blandt andet en særlig krydsning af den sjældne grenet edderkopurt, og der lever fine bestande af sjældne arter af køllesværmere.